# Aredioú
Aredioú är en ort i Cypern.   Den ligger i distriktet Eparchía Lefkosías, i den centrala delen av landet, 21 km sydväst om huvudstaden Nicosia. Aredioú ligger 403 meter över havet och antalet invånare är 1 129. Den ligger på ön Cypern.
Terrängen runt Aredioú är platt åt nordost, men åt sydväst är den kuperad. Terrängen runt Aredioú sluttar norrut.Trakten runt Aredioú är ganska tätbefolkad, med 60 invånare per kvadratkilometer. Närmaste större samhälle är Latsia, 17,7 km öster om Aredioú. Trakten runt Aredioú är i huvudsak ett öppet busklandskap.
Årsmedeltemperaturen i trakten är 20 °C. Den varmaste månaden är juli, då medeltemperaturen är 33 °C, och den kallaste är januari, med 8 °C. Genomsnittlig årsnederbörd är 510 millimeter. Den regnigaste månaden är december, med i genomsnitt 112 mm nederbörd, och den torraste är augusti, med 1 mm nederbörd.